# Gymnogyps
Gymnogyps es un género de aves de la familia de los catártidos o buitres del nuevo mundo. Está integrado por varias especies extintas y una única especie viviente, la cual es denominada comúnmente cóndor de California o cóndor californiano. En el pasado, el género presentaba una amplia distribución tanto en América del Norte hasta Florida como en Cuba y en Sudamérica centro-occidental, pero actualmente solo sobrevive en un pequeño sector del sudoeste de Estados Unidos y noroeste de México.

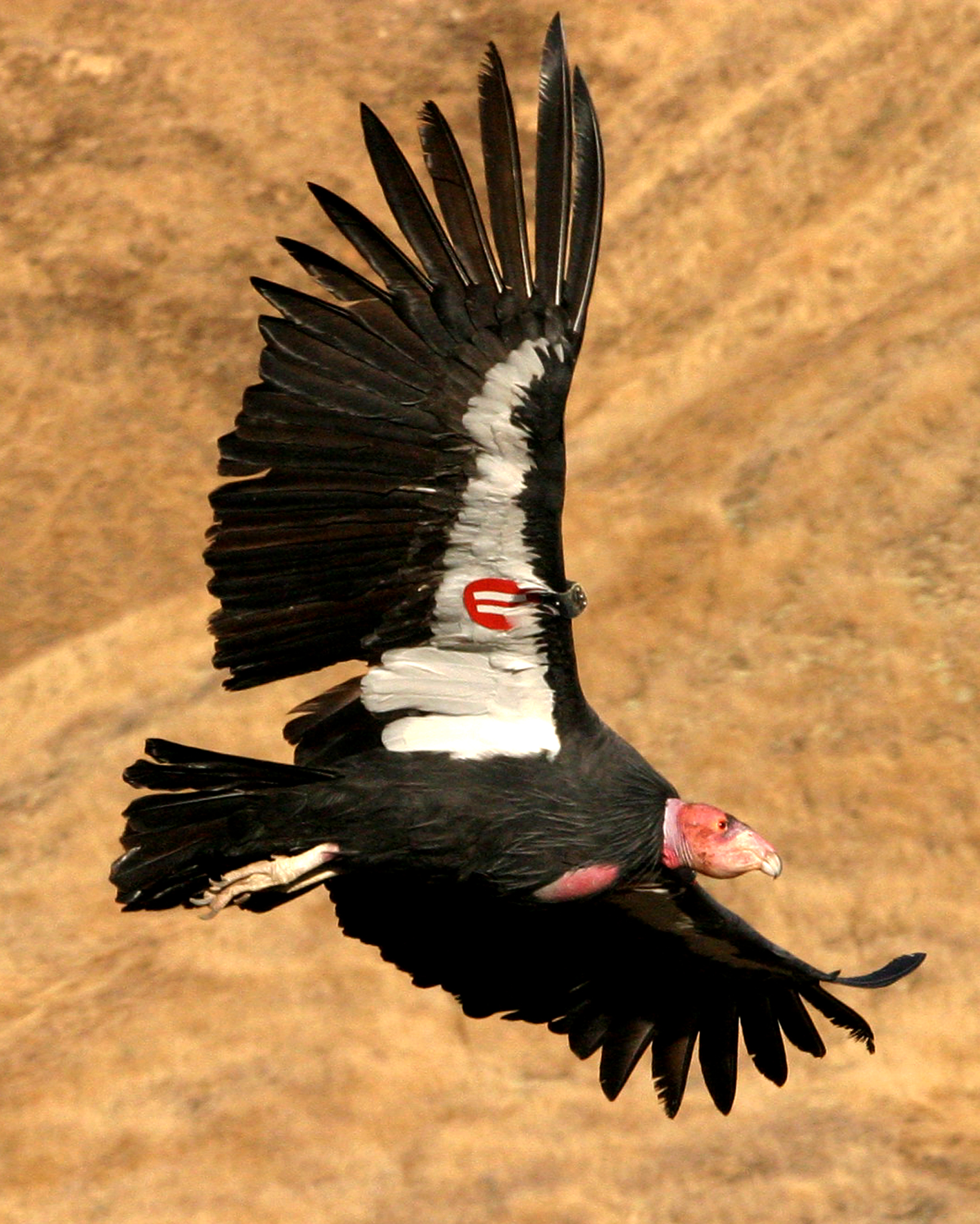
Un ejemplar en vuelo de cóndor de California (Gymnogyps californianus).

## Taxonomía
Este género fue descrito originalmente en el año 1842 por el cirujano, botánico y naturalista francés René Primevère Lesson para incluir en él a su especie tipo, Vultur californianus (hoy denominada Gymnogyps californianus), la cual había sido descrita en 1797 por el médico, botánico y zoólogo inglés George Shaw, ya que este último la había incluido en el género del cóndor andino (Vultur).
Etimología
Etimológicamente, el término genérico Gymnogyps deriva de dos palabras del idioma griego, formándose al unir gymnos (γυμνος) que significa ‘desnudo’ y gyps (γυψ) que es la palabra con que se identifica al ‘buitre’.

## Subdivisión, distribución y hábitat
Este género desarrolló una dieta especializada en carroña. Tenía una amplia distribución en el pasado, pero hoy ocupa una geonemia relictual. La hipótesis más aceptada es que, al igual que ocurrió con numerosos mamíferos predadores, sufrieron el impacto de la extinción de la abundante y diversa mega fauna de mamíferos que vivieron en todo el continente hasta el final del Pleistoceno.
Gymnogyps se compone de 4 especies, 3 extintas y una viviente.
- Gymnogyps californianus (Shaw, 1797)
- Gymnogyps howardae † Campbell, 1979
- Gymnogyps kofordi † Emslie, 1988
- Gymnogyps varonai † (Arredondo, 1971)

Gymnogyps howardae
Gymnogyps howardae fue descrito sobre la base de restos fósiles exhumados de estratos conformados por filtraciones de alquitrán depositadas en el Pleistoceno tardío cerca de la localidad de Talara, departamento de Piura, en el noroeste del Perú.
Gymnogyps kofordi
Gymnogyps kofordi vivió en el Pleistoceno temprano (Irvingtoniano) de Florida, sudeste de Estados Unidos.
Gymnogyps varonai
Gymnogyps varonai, el denominado cóndor cubano, habitó durante el Pleistoceno Superior de Cuba. Era un ave de un tamaño similar al del actual cóndor andino (Vultur gryphus). Se cree que evolucionó rápidamente de ejemplares de G. californianus o G. kofordi que accidentalmente llegaron desde el continente a la isla, adaptándose a alimentarse de la carroña de la megafauna isleña pleistocénica.
Gymnogyps californianus
Gymnogyps californianus es la única especie viviente del género Gymnogyps y la más pequeña. Es un ave de costumbres gregarias, la cual se alimenta exclusivamente de carroña. Habita en ambientes montañosos, áridos o boscosos en el sudoeste de Estados Unidos y noroeste de México, donde fue reintroducida una pequeña población en el parque nacional Sierra de San Pedro Mártir.
Gymnogyps amplus
Otro taxón fósil de este género, Gymnogyps amplus (L. H. Miller, 1911), fue descrito para el Rancho La Brea, en Los Ángeles, California (Estados Unidos), sin embargo hoy se lo considera solo una subespecie de mayor tamaño del cóndor californiano (es decir Gymnogyps californianus amplus), siendo en realidad una cronosubespecie, al ser una parte de un continuo del linaje del cóndor de California actual, es decir, un paso evolutivo anterior de este último.